# Алексі Петріашвілі
Алексі (Бука) Петріашвілі (груз. ალექსი პეტრიაშვილი; нар. 24 серпня 1970) — грузинський політик, який обіймав посаду державного міністра з питань європейської та євроатлантичної інтеграції Грузії з 2012 по 2014 рік. До жовтня 2012 року був членом політичної ради політичної коаліції «Грузинська мрія».
Він став державним міністром Грузії з питань європейської та євроатлантичної інтеграції 25 жовтня 2012 року після парламентських виборів у Грузії 1 жовтня 2012 року, які привели до перемоги політичної коаліції «Грузинська мрія» під керівництвом Бідзіни Іванішвілі та його союзників. Політична коаліція «Грузинська мрія» (ГД) перемогла правлячий Єдиний національний рух на чолі з президентом Саакашвілі на парламентських виборах у жовтні 2012 року з більшістю у 55 відсотків.